# کولوب (داغستان)
کولوب (به لاتین: Kolob) یک منطقهٔ مسکونی در روسیه است که در داغستان واقع شده‌است.